# Body Blows
Body Blows è un picchiaduro sviluppato per computer Amiga nel 1993 dal Team17. Il gioco è compatibile con tutti i sistemi Amiga con un joystick e 1 MB di RAM. Venne pubblicata anche una versione per MS-DOS. Il gioco ha avuto due seguiti nel 1994, Body Blows Galactic e Ultimate Body Blows.

## Modalità di gioco
Esistono tre modalità di gioco:
1. Singolo giocatore (modalità arcade). In questa modalità il giocatore seleziona il suo combattente e poi affronta gli altri fino ad arrivare all'ultimo combattente.
2. Due giocatori. In questa modalità due giocatori combattono tra di loro utilizzando i joystick e scegliendo il combattente che preferiscono.
3. Torneo. In questa modalità da quattro a otto giocatori partecipano a un torneo combattendo a turno.

## Personaggi
Vi sono 11 combattenti in Body Blows. Nella modalità a singolo giocatore si possono scegliere solo 4 personaggi, Nik, Dan, Junior o Lo Ray. Nelle altre modalità si possono utilizzare 10 personaggi.

### Personaggi principali
- Nik era il leader di una banda di quartiere
- Dan è fratello di Nik e stava in una banda di quartiere rivale a quella di Nik
- Junior, un pugile britannico.
- Lo Ray, un monaco shaolin che ha abbandonato il tempio per cercare fama e fortuna nel mondo dei combattimenti

### Altri personaggi
- Kossak
- Dug
- Maria
- Mike
- Ninja
- Yit-U
- Max (personaggio non giocabile) o tramite cheat
- T17 (personaggio non giocabile) o tramite cheat

## Informazioni tecniche
Il gioco è compatibile con i computer Amiga 500, 500+, 600, 1200, 2000, 3000, 4000. Body Blows richiede almeno 1 MB di RAM ma è in grado di utilizzare l'eventuale memoria aggiuntiva per ridurre i caricamenti. Body Blows utilizza quattro canali per la musica, il parlato e gli effetti sonori. Il gioco gestisce il PAL completo con scorrimento a 50 Hz e 32 colori. Il gioco non può essere installato sul computer dato che non utilizza il formato standard dei floppy disk; questo limite è aggirato solo nella versione specifica per Amiga 1200 (AGA), uscita nel 1994, che permette invece l'installazione su hard disk.